# Gunung Seumeudom
Gunung Seumeudom är ett berg i Indonesien.   Det ligger i provinsen Aceh, i den västra delen av landet, 1 600 km nordväst om huvudstaden Jakarta. Toppen på Gunung Seumeudom är 386 meter över havet, eller 80 meter över den omgivande terrängen. Bredden vid basen är 0,88 km.
Terrängen runt Gunung Seumeudom är huvudsakligen lite kuperad. Trakten runt Gunung Seumeudom är nära nog obefolkad, med mindre än två invånare per kvadratkilometer. I omgivningarna runt Gunung Seumeudom växer i huvudsak städsegrön lövskog.